# Castrojeriz
Castrojeriz là một đô thị trong tỉnh Burgos, Castile và León, Tây Ban Nha.

Castrojeriz
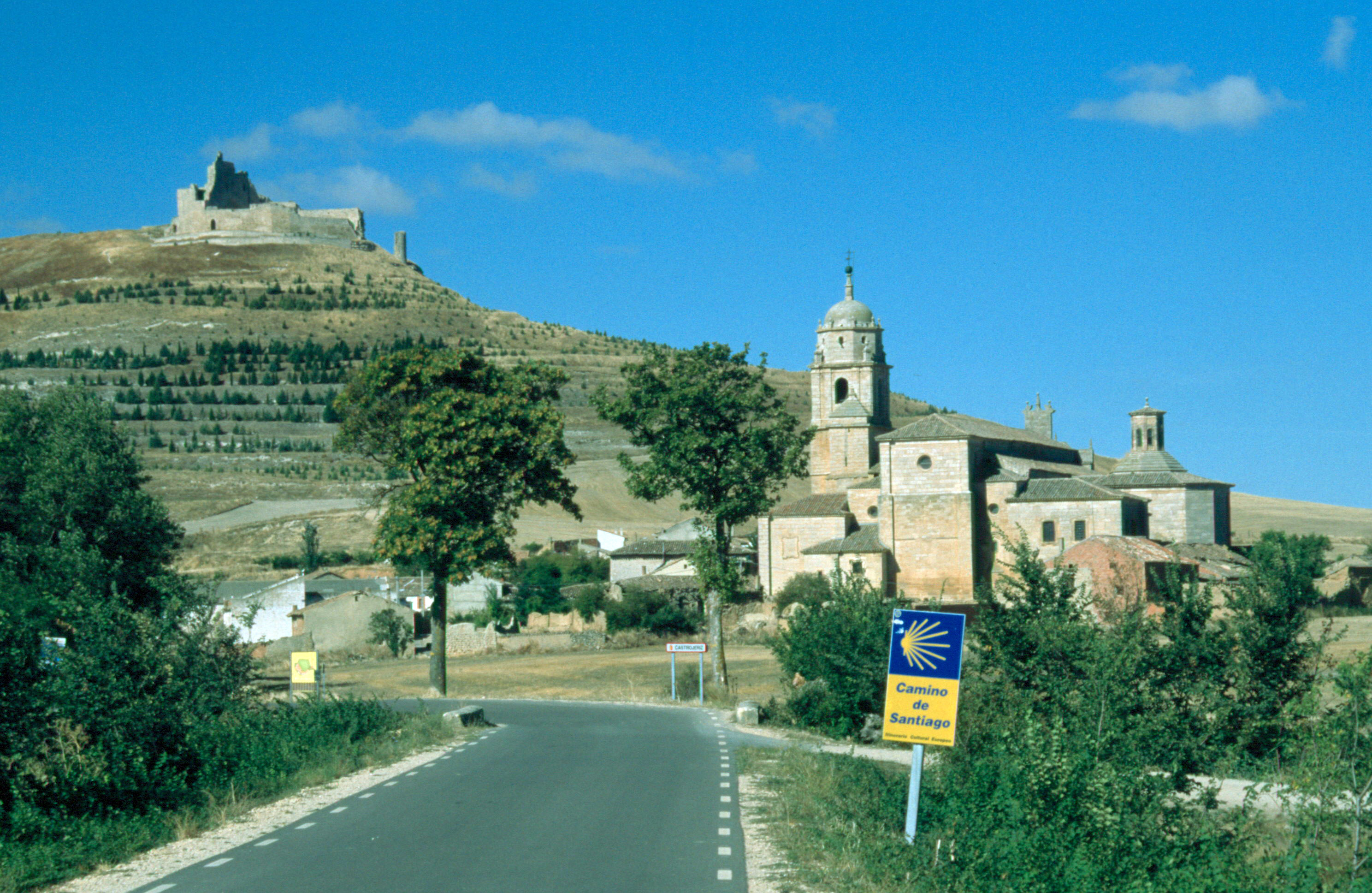
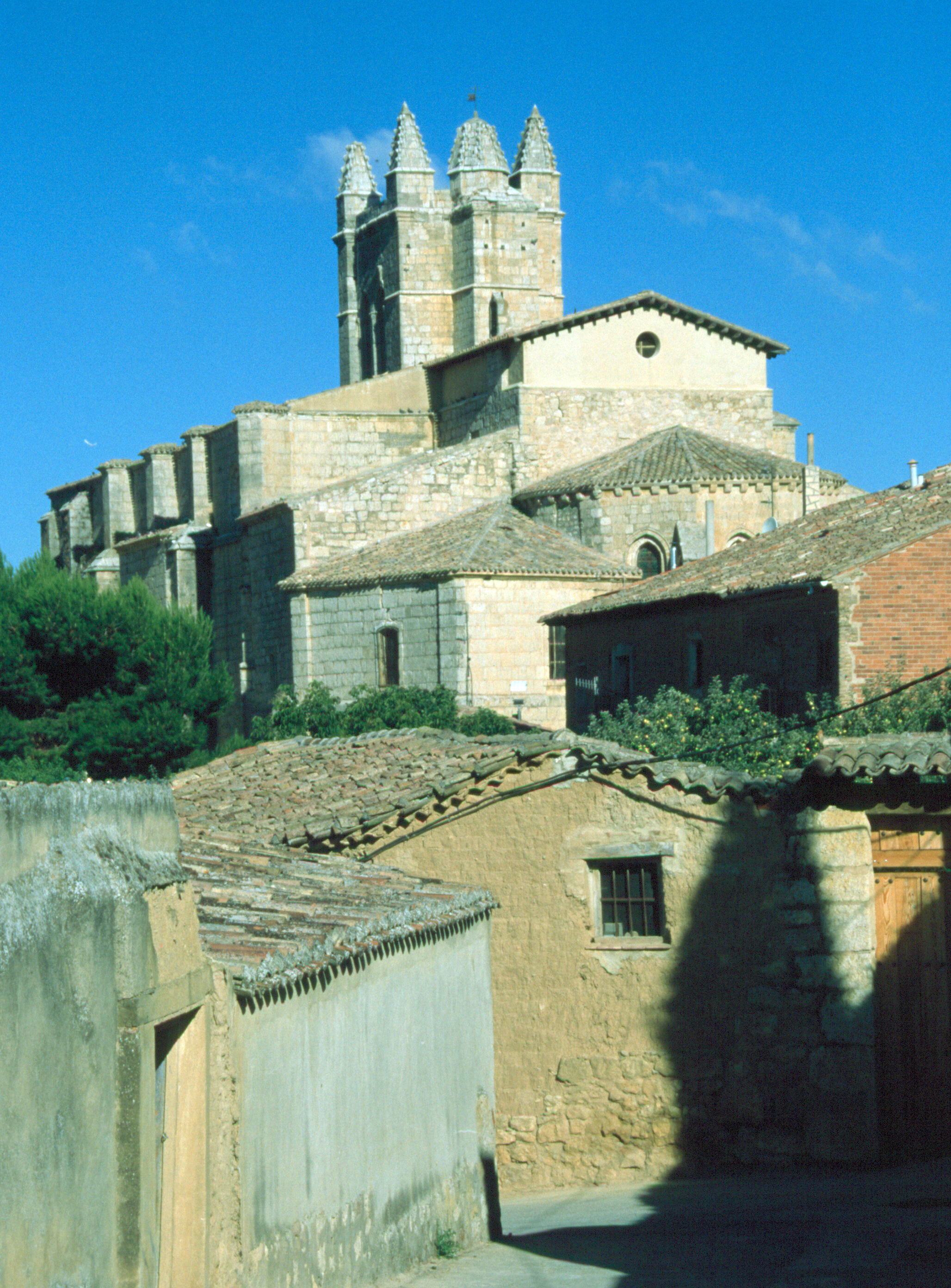
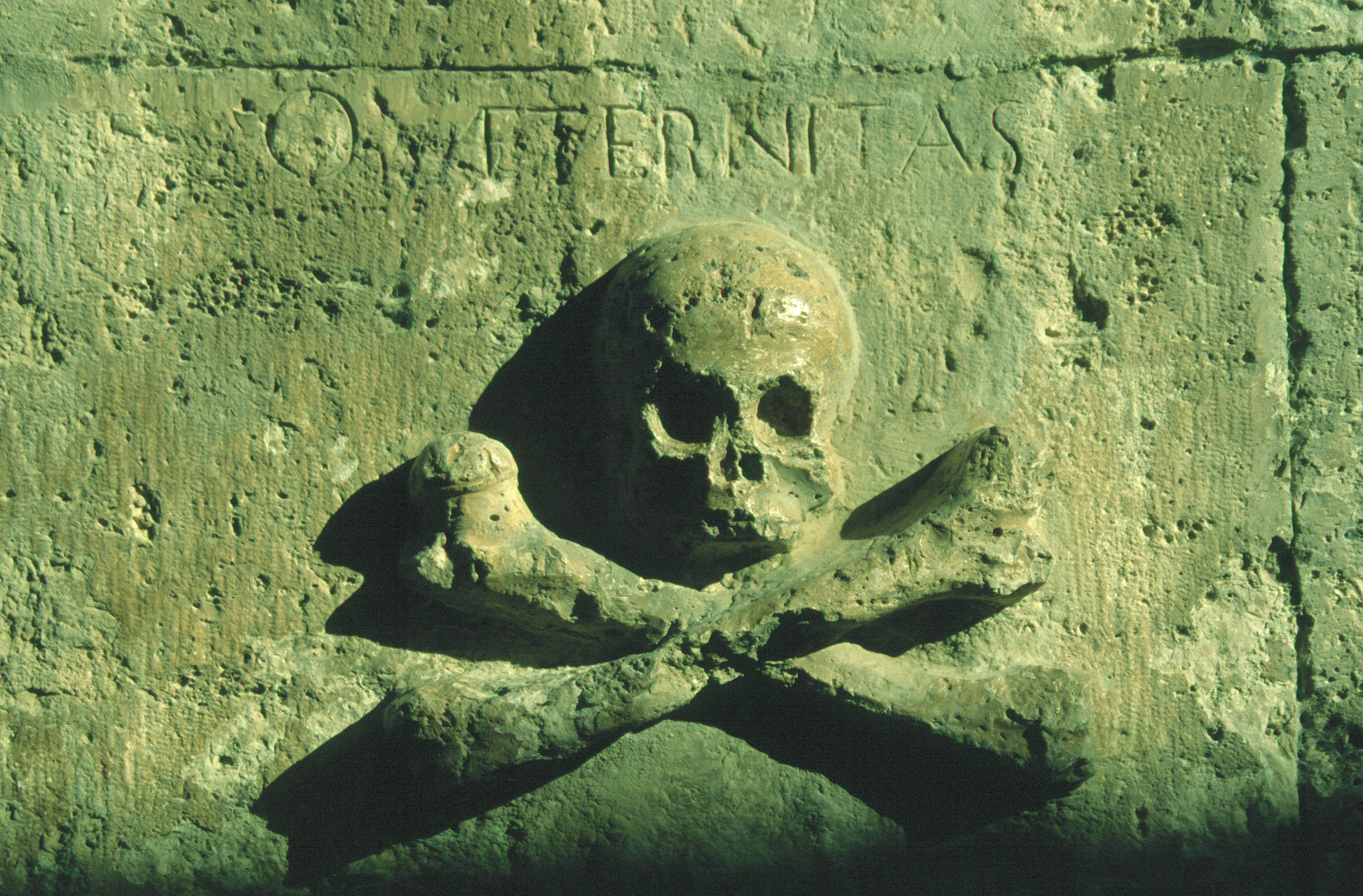
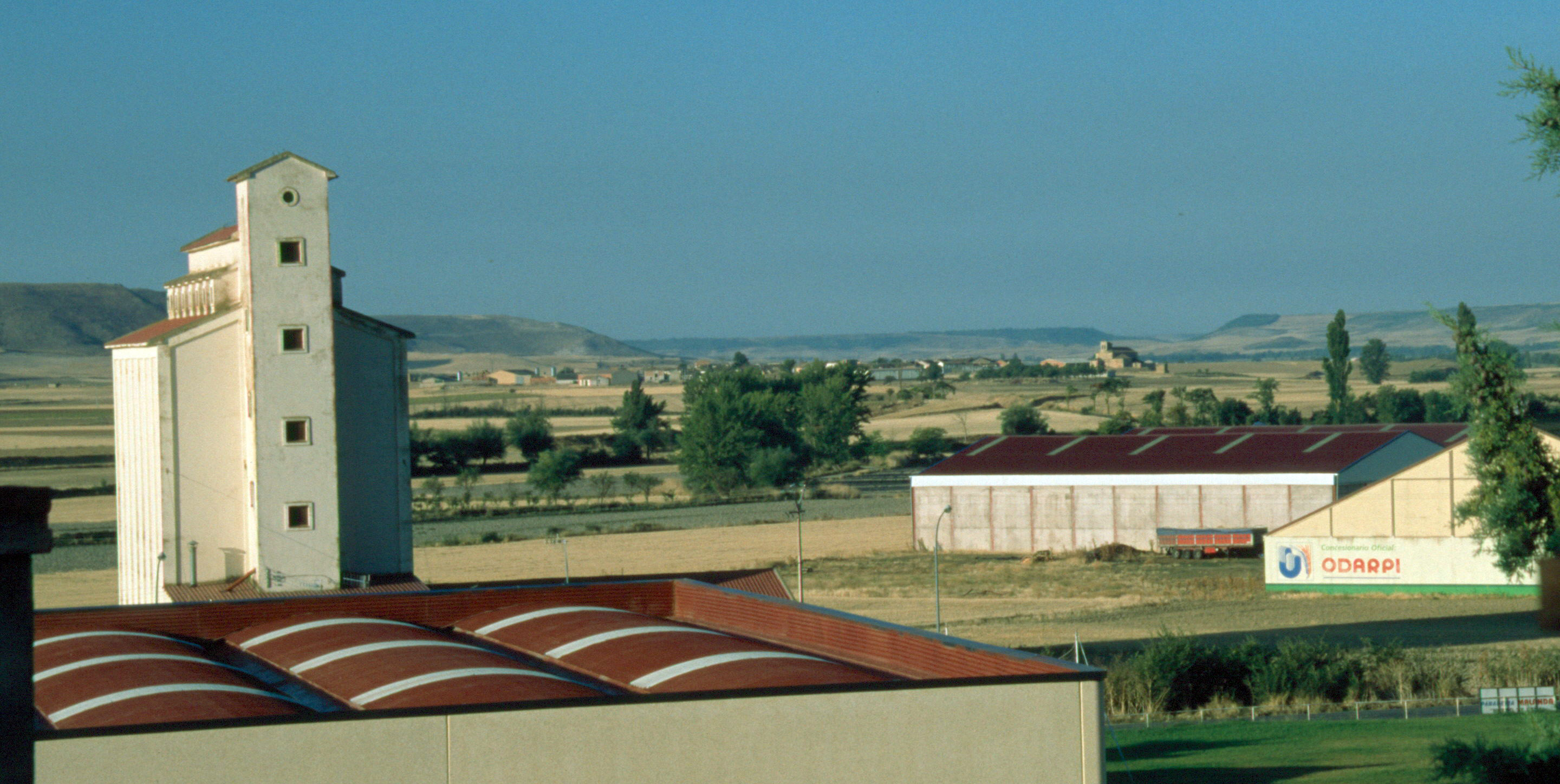